# Mâle
Mâle – miejscowość i dawna gmina we Francji, w regionie Normandia, w departamencie Orne. W 2013 roku jej populacja wynosiła 773 mieszkańców. 
W dniu 1 stycznia 2016 roku z połączenia sześciu ówczesnych gmin – Gémages, L’Hermitière, Mâle, La Rouge, Saint-Agnan-sur-Erre oraz Le Theil – utworzono nową gminę Val-au-Perche. Siedzibą gminy została miejscowość Le Theil. 